# Oh No (canção de Commodores)
"Oh No" (Ah, Não!) é uma balada R&B gravada pelos Commodores, incluída no álbum In the Pocket, de 1981. Composta por Lionel Richie, a canção foi lançada como single em 1981, sendo o último hit de Richie com os Commodores antes de seguir carreira solo.
Semelhanças das barras introdutórias da canção podem ser ouvidas no dueto "Endless Love", gravada em 1981 por Richie e Diana Ross.
A revista Record World destacou 'a harmonia entre as melodias suaves de piano e a voz expressiva de Lionel Richie Jr'.
"Oh No" foi trilha sonora do filme The Last American Virgin, que foi lançado em 1982.

## Faixas
7" single
1. "Oh No"  – 3:00
2. "Lovin' You"  – 4:36

## Paradas musicais
| Paradas (1981)                                | Melhor posição |
| --------------------------------------------- | -------------- |
| Estados Unidos – Billboard Hot 100            | 4              |
| Estados Unidos – Billboard Hot Black Singles  | 5              |
| Estados Unidos – Billboard Adult Contemporary | 5              |
| Paradas de singles britânicas                 | 44             |